# Mychailo Romantsjoek
Mychailo Mychailovitsj Romantsjoek (Oekraïens: Михайло Михайлович Романчук) (Rivne, 7 augustus 1996) is een Oekraïens zwemmer die is gespecialiseerd in de vrije slag en de wisselslag.

## Biografie
In 2014 nam Romantsjoek deel aan het zwemmen op de Olympische Jeugdzomerspelen 2014. Hij won de 400 meter vrije slag en behaalde zilver op de 800 meter vrije slag. Op de WK 2015 eindigde Christiansen 7e in de finale van de 1500 meter vrije slag. 
Op de Europese kampioenschappen zwemmen 2016 in Londen won Christiansen de bronzen medaille op zowel de 800 meter als de 1500 meter vrije slag.
Romantsjoek trouwde in september 2018 met ver- en hinkstapspringster Maryna Bech. Na de Russische inval in Oekraïene vertrok hij naar Duitsland om te trainen met Florian Wellbrock, terwijl zij in Italië trainde.

## Internationale toernooien
| Jaar | Olympische Spelen  | WK langebaan                                                  | WK kortebaan       | EK langebaan                                             | EK kortebaan  |
| ---- | ------------------ | ------------------------------------------------------------- | ------------------ | -------------------------------------------------------- | ------------- |
| 2015 |                    | 39e 400m vrije slag 7e 1500m vrije slag 19e 4x200m vrije slag |                    |                                                          | geen deelname |
| 2016 | 5-21 augustus 2016 |                                                               | 7-11 december 2016 | 800m vrije slag · 1500m vrije slag · 29e 400m wisselslag |               |

## Persoonlijke records
Bijgewerkt tot en met 6 juni 2016
Kortebaan
| Afstand          | Tijd     | Datum           | Plaats      |
| ---------------- | -------- | --------------- | ----------- |
| 400m vrije slag  | 3.46,45  | 8 november 2014 | Zagreb      |
| 800m vrije slag  | 8.56,67  | 5 december 2009 | Yevpatoriya |
| 1500m vrije slag | 15.22,76 | 4 november 2013 | Yevpatoriya |

Langebaan
| Afstand          | Tijd     | Datum           | Plaats |
| ---------------- | -------- | --------------- | ------ |
| 400m vrije slag  | 3.48,83  | 6 november 2015 | Dubai  |
| 800m vrije slag  | 7.47,99  | 20 mei 2016     | Londen |
| 1500m vrije slag | 14.50,33 | 18 mei 2016     | Londen |